# Danny Pinter
Danny Pinter (South Bend, 19 giugno 1996) è un giocatore di football americano statunitense che milita nel ruolo di offensive guard per gli Indianapolis Colts della National Football League (NFL).

## Carriera

### Indianapolis Colts
Pinter  al college giocò a football alla Ball State University University dal 2016 al 2019. Fu scelto nel corso del quinto giro (149º assoluto) del Draft NFL 2020 dagli Indianapolis Colts. Debuttò come professionista subentrando nella gara del primo turno contro i Jacksonville Jaguars. La sua stagione da rookie si chiuse con 13 presenze, di cui una come titolare.